# Redőny

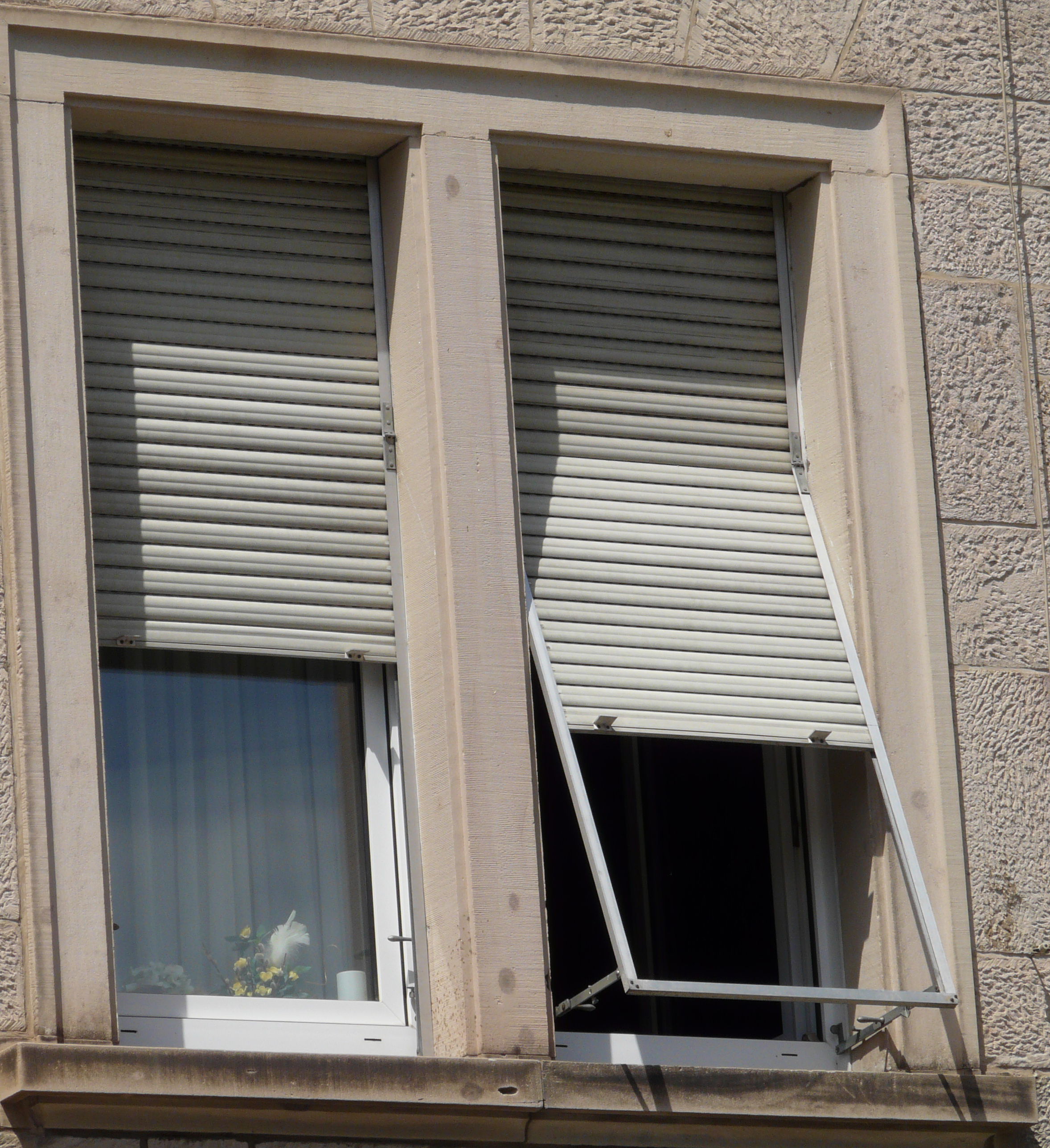
Kihajtható redőny

A redőny, népies nevén roló, a lakóépületek hő- és hangszigetelését, esetenként vagyonvédelmét hivatott megoldani. Az elterjedt felhasználása a nyílászárók elé szerelt külső tokos, ráépített tokos vagy beépített tokos redőny, fix vagy kihajthatós lefutókkal. A redőny mozgatása, emelése földrajzi elhelyezés szerint változik. Franciaországban hajtókarral (kurblival), Németországban, Ausztriában, Magyarországon és Horvátországban hevederrel (gurtnival) emelik a legtöbb redőnyt. Az 1990-es évek után egyre több redőnyt csőmotorral működtetnek, ami lehetővé teszi a redőnyhasználat automatizálását. Az intelligens házak elképzelhetetlenek redőny nélkül.
Magyarországon jelentős hagyománya van a műanyag-, alumínium- és faredőnyök alkalmazásának. Hazánkban 1867-ben Kondor Rezső Lakatosárú és Redőnygyára kezdte meg a redőnygyártást a Németországban tanultak alapján. Hamarosan újabb redőnydinasztia alakult: Korányi és Fröhlich acélredőny, faredőny, vászonredőny napellenző-szerkezetek és lakatosárugyár.

## A redőny története
A redőnykészítés és redőnyhasználat története egészen a Római Birodalom korába nyúlik vissza. Már a rómaiak is ismerték a zsalut, amit egyfajta zárszerkezetként, korai nyílászáróként használtak az ablaknyílásokon. Ebből a korból eredeztethető a reluxák őse is, az első ilyen árnyékoló elődjét ugyanis a római Kolosszeumban fedezték fel, amelynek eredeti példánya ma is megtekinthető a berlini Altes Museum-ban.
A feltételezések szerint a rómaiak a keleti épületek tanulmányozásakor ismerték meg a rácsos ablakok használatát, amely azt a célt szolgálta, hogy akadályozza az otthonokba való szabad belátást. Ezt vették át és tökéletesítették a rómaiak, amit az olasz gelosia, a spanyol celosia és a francia ja-lousie után zsaluziának neveztek el, habár korábban használatos volt még rá a latin celus kifejezés is, amely magyar nyelven annyit tesz: féltékenység. Ez az elnevezés a későbbiekben is megmaradt, hovatovább több országban sajátosan honosodott meg, így 1767-ben Svájcban már chalousie néven említették, Ausztriában 1784-ben schaluserl-ként jelent meg, Németországban pedig 1790-ben jalousie név alatt vált ismertté.
A mozgatható reluxa először az általános lakóházakon jelent meg, és főként védő-, később kiegészítő szerepet töltött be. Feltalálója – a római minták továbbálmodásával – Cochot, egy párizsi asztalos volt, aki 1802-ben szabadalmaztatta találmányát, mely a mai reluxákhoz hasonló formában láncokra lógatott deszkákból állt, melyeket zsinórok mozgatásával lehetett felhúzni és leereszteni, magukat a deszkákat pedig vízszintes és merőleges helyzetükben csavarni. A reluxák akkoriban még könnyedén fel- és leszerelhetők voltak, ezáltal egy kis csomagként lehetett tárolni őket, amit később feltekerhetővé tettek a praktikusság érdekében.
Miután megannyi fejlesztés érte a reluxákat, az árnyékolók elnyerték manapság ismert legnépszerűbb és leghatásosabb formájukat, amit redőnyként ismerhetünk. A francia rouler vagy rouleau szavakból eredeztethető kifejezés elsőként 1854-ben bukkant fel egy olyan átalakított reluxa kapcsán, amely a mai redőnyök elődjének tekinthető. Érdekesség, hogy Heinrich Freese ebben az évben alapította meg a világ első reluxa gyárát a németországi Hamburgban, amely Riediger & Frank név alatt mindmáig üzemel és tökéletesíti a manapság használt árnyékolókat.

## A redőnykészítés magyarországi története
Az 1800-as évek közepe körül a németországi Esslingenben egy asztalos mester megalkotta az első redőnyszerkezetet amely lazán egymáshoz kapcsolódó falécekből állt, egy sínben fel-le húzható-ereszthető volt és egy fatengelyre tekeredett fel. Ez a szerkezet tekinthető a redőny ősének, amit azóta is esslingeni redőnynek hívnak.
Az ez idő tájt Németországban szerencsét próbáló céhes mesterek, valamint az ott vendégeskedő jómódú gyárosok által megismert és elsajátított tudásként került be hazánkba az akkoriban még rolónak is nevezett szerkezet készítésének és működésének ismerete.
Ezekre az ismeretekre támaszkodva jöttek létre az első magyarországi redőnykészítő céhek, illetve egyes akkor már ismert gyáros is elkezdte gyártani az esslingeni faredőnyöket, többek között Hajós, Kondor, illetve a későbbiekben fogalommá vált Korányi és Frölich is. Ezeknek a gyártóknak a termékei között előkelő helyet foglalt el az újdonságnak számító, ablakok fölé beépíthető fatokos esslingeni faredőny gyártása, ami az idő múlásával egyre tökéletesebb és kifinomultabb lett.
Mivel a lakosság hamar felismerte a redőny kedvező árnyékoló és védelmi hatását, így a tehetősebbek egyre nagyobb számban készítettek esslingeni faredőnyöket. Hazánkban az esslingeni faredőnyök „diadalmenete” egészen az 1940 évek elejéig tartott, amikor a II. világháború következményeként fellépő anyaghiány és keresletcsökkenés miatt a redőnykészítés mértéke nagyon nagy mértékben lecsökkent. Azt a minimális igényt ami főleg a családi házak újjáépítésénél jelentkezett az akkori, még működő iparosság, majd később az állami szektor több kevesebb sikerrel próbálta kielégíteni.
Az 1960-as évek eleje és közepe között fokozatosan növekedni kezdett a lakások és családi házak építésének mértéke, ami magával hozta a faredőnyök iránti kereslet növekedését is. A korszakra jellemzően az állami szektor előregyártott termékekkel próbálta kielégíteni a keresletet, de sajnálatos mód mindezt meglehetősen rossz minőségben tette, mert például a drágább de jó minőségű borovifenyő helyett lucfenyőt használtak, ami a redőnylécek korai vetemedéséhet, tönkremeneteléhez ezáltal hibás működéshez vezetett, így nem csoda ha rövid időn belül „kegyvesztett” lett az addig szép napokat megélt faredőny ….
Gazdasági érdekekre hivatkozva későbbiekben betiltották az addig fából készült redőnyök gyártását, a helyettesítésére először a Borsodi Vegyi Kombinát-ban kezdődött el a faredőny léceinek méretével megegyező kezdetleges műanyag redőnylécek gyártása, ami a későbbiekben Szekszárdon folytatódott. Az itt készült „szabványosított” méretekre vágott redőnyléceket főleg az akkori TŰZÉP telepeken lehetett megvásárolni.
Mivel a redőny beszerelése olykor nem szakemberrel hanem házilagosan történt, az esetek egy részében, a szakszerűtlen beszerelés miatt, hibás működést eredményezett és nem tett jót a redőny hírének. Sajnos olykor az is előfordult, hogy az addig hibátlanul működő borovifenyőből készült épp redőnytestet cserélték le a divatossá vált nagyon kezdetleges megjelenésű és eléggé kétes minőségű műanyag redőnyre. Szerencsére az idő múlásával a gyártott műanyag redőny léceinek minősége fokozatosan javult, és ezzel közel egy időben az addig lapos profilt mindkét oldalán ívesre alakították, ami részben jobb gördülést, részben esztétikusabb megjelenést eredményezett és megbízhatóbb lett a működése.
Ezzel közel egy időben elkezdték gyártani az úgynevezett mini-redőnyléceket is, ami lehetővé tette azt, hogy az olyan házakra, lakásokra is lehessen utólagosan redőnyt szerelni ahol nem volt az ablak felett a falba beépítve a redőnytok. Itt illik megjegyezni, hogy ezt megelőzően volt pár nem túl sikeres próbálkozás, amikor az első generációs egyenes profilú, 4,5–5 cm-es redőnylécekkel készítettek külső tokos redőnyt, de ez szinte az első pillanatban kudarcra volt ítélve, mert hatalmas ormótlan tokszerkezete egyrészt rém csúnya volt, másrészt nagyon nagy mértékben belógott az ablak üvegfelületére, ezzel jelentősen csökkentve a beáramló fény mennyiségét is.
A hazai redőnykészítés történetében az igazi nagy áttörést a nyolcvanas kilencvenes évek hozták, amikor bár lassacskán, de egyre több német gyártmányú alapanyag került hazánkba. Ekkor nagy mértékű javulás volt tapasztalható a műanyag redőnyöknél is, de az igazán nagy változást a hőszigetelt alumínium redőny megjelenése okozta, mert az alumínium redőnyök sokkal szélesebb felületek biztonságos redőnyözését is lehetővé tette, valamint megjelenése is esztétikusabb lett, ami főleg a külső tokos redőnyöknél volt észrevehető.
A műanyag redőnyökkel szemben az alumínium redőnyök legfontosabb előnye a sokkal nagyobb tartóssága, hosszú időn át tartó megbízható működése, valamint a biztonságos motorizálhatósága, ami tetszés szerint lehet kapcsolós, távirányítós vagy éppen programozható kivitelű is. Az alumínium redőnyök biztonságos motorizálhatósága főleg a mozgásukban korlátozottaknak, illetve időseknek jelent nagy segítséget a redőnyök mozgatásában.
A hőszigetelt alumínium redőnyök számtalan előnyét ugyan kicsit csökkenti az a tény, hogy némiképp drágább mint a műanyag redőny, de a mostani ismereteink alapján kijelenthető, hogy a hőszigetelt alumínium redőny a jelen és várhatóan a jövő egyik fő redőnytípusa lesz.